# Служба столичной полиции
Служба столичной полиции (англ. Metropolitan Police Service) — полиция Лондона, ответственная за обеспечение общественного порядка на территории Большого Лондона (соответствует полицейскому округу Лондона), за исключением Сити.
Основана в 1829 году. Действует на основании Акта парламента о полиции 1996 года. Глава полиции — комиссар столичной полиции, подчиняется МВД Великобритании. Контроль за деятельностью полиции осуществляет Администрация Большого Лондона. Штаб-квартира — Скотланд-Ярд.

## История
Служба была основана в 1829 году министром внутренних дел Робертом Пилем. В честь Пиля (от его имени Роберт — уменьшительное Бобби) английских полицейских окрестили «бобби». До реформы полиции, предпринятой Пилем на основе Закона о столичной полиции (Metropolitan Police Act, 1829г.) была распространена частная полиция («охотники на воров»), одной из задач которой было получение предпринимательской прибыли. В этом Пиль усматривал причину коррумпированности прежнего института охраны общественного порядка. Реформы Пиля создали прообраз современной полиции, деятельность которой основывалась на предупреждении преступности и регулярном патрулировании.
В 1842 г. в структуре столичной полиции появился отдел уголовного розыска (Detective Branch), который в 1878 г. был переименован в Criminal Investigation Department.
К 1900 г. в полиции Лондона было почти 16 000 человек, работавших в 21 отделении.
Женщины начали служить в лондонской полиции с 1919 г., однако до 1923 г. они не имели права осуществлять задержания.
Лондонские полицейские традиционно не были вооружены, а носили при себе лишь полицейскую дубинку. В 1884 г. после убийства двух полицейских, полицейским, отправляемым на ночное патрулирование, стали выдавать револьверы. Однако в 1936 г. эта практика была прекращена, и в настоящее время огнестрельным оружием вооружены лишь специально обученные сотрудники: наиболее квалифицированные из них несут службу в составе антитеррористических подразделений.

## Структура и полномочия
Служба столичной полиции подразделяется на управление территориальной полиции (включает полицейские участки на местах), управление по борьбе с преступностью, управление специальных операций,  центральное оперативное управление и административные службы. 
Управление по борьбе с преступностью (детективы и инспекторы) осуществляет расследование преступлений, в его состав входят отделы: убийств и тяжких преступлений, по борьбе с жестоким обращением с детьми, по борьбе с экономической и профессиональной преступностью, по борьбе с серьезной и организованной преступностью, криминалистическая и дактилоскопическая службы; а также подразделение негласной деятельности и разведывательное бюро.
Управление специальных операций состоит из контртеррористического управления (противодействие терроризму на территории Лондона и Великобритании), управления охраны (обеспечивает безопасность членов королевской семьи и правительства Великобритании), управления защитной безопасности (обеспечивает охрану здания парламента Великобритании, аэропортов Хитроу и Лондон-Сити).
Центральное оперативное управление состоит из группы воздушной поддержки (круглосуточное патрулирование воздушного пространства Лондона вертолётами), группы по работе в клубах и борьбе с безнравственностью (борьба с проституцией и наркоманией в общественных местах), группы кинологической поддержки (помощь специально обученных собак), группы обеспечения готовности к чрезвычайным ситуациям (проведение аварийно-спасательных мероприятий), группы по надзору за киносъёмками, группы морской полиции (патрулирование Темзы), конного подразделений, группы огневой поддержки (снайперы), группы территориальной поддержки (резерв столичной полиции при массовых беспорядках и терактах), управления дорожной безопасностью (правонарушениях на автодорогах Лондона), группы расследования дорожных правонарушений.
Юрисдикция службы в отдельных случаях распространяется на другие регионы Англии и Уэльс, а также на Шотландию и Северную Ирландию. Безопасность на железнодорожном транспорте, а также в метро, Доклендском лёгком метро и трамвайной системе Tramlink осуществляет Британская транспортная полиция. В районе Сити действует самостоятельная полиция Лондонского Сити. В штате на 2014 год насчитывалось 31 000 сотрудников.

## Культура и спорт
У Службы столичной полиции есть собственная футбольная команда «Метрополитан Полис», образованная в 1919 году и выступающая в Истмийской лиге. Долгое время в команде могли играть исключительно сотрудники Службы, но позже это требование отменили (хотя Служба продолжает финансировать команду).